# Dobro uređen skup
Dobro uređen skup je svaki onaj totalno uređen skup A za koji vrijedi da mu svaki podskup ima minimalni element. Osnovni primjer ove vrste skupa je skup prirodnih brojeva.
Svaki dobro uređen skup je i dobro utemeljen, ali ne vrijedi obrat.